# ぽてとちっぷ
『ぽてとちっぷ』（ぽてとちっぷ）は、竹田真理子による日本の漫画作品。

## 概要
『なかよし』（講談社）において、1988年に連載された。

## 書誌情報
竹田真理子 『ぽてとちっぷ』 講談社〈講談社コミックスなかよし〉、全2巻
- 1巻、1988年10月6日発行、ISBN 4-06-178615-6
- 2巻、1989年2月6日発行、ISBN 4-06-178627-X